# Visutá dráha v Drážďanech

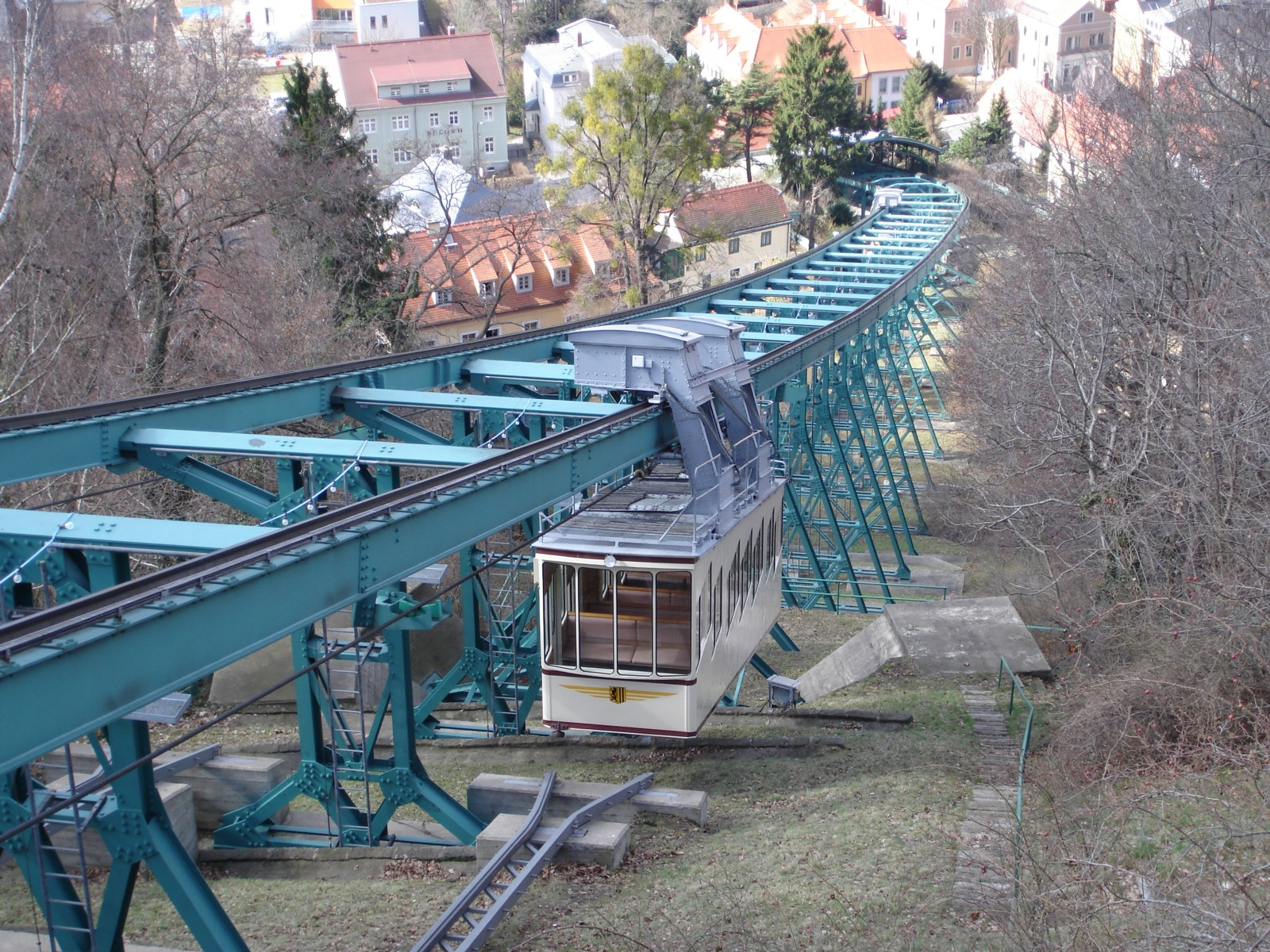
Drážďanská visutá dráha

Visutá dráha v Drážďanech (Schwebebahn Dresden) spojuje městskou část Loschwitz s Oberloschwitz, kde se nalezá stanice s expozicí a střešní terasovou vyhlídkou. Lanovka je dlouhá 274 metrů, má 33 podpěr a překonává výškový rozdíl 84 metrů. V roce 2014 přepravila na 300 000 lidí.

## Historie
Provoz dráhy byl zahájen 6. května 1901. Podobně jako wuppertalská dráha byla postavena podle systému Eugena Langena. Drážďanská visutá dráha představuje zvláštní formu lanové dráhy s kyvadlovým provozem, jejíž pojezdy se nepohybují po nosných lanech, ale po kolejnicích na ocelových nosnících. Oproti wuppertalské dráze nemají vozidla vlastní pohon, ale jsou tažena lanem. Pohon obstarává strojovna v horní stanici.
Dráha nebyla za 2. světové války nijak poškozena. V letech 1984–1992 však byla mimo provoz v důsledku probíhající celkové rekonstrukce. Rozsáhlé úpravy nosičů proběhly v letech 2001/2002. Mimo jiné byl u horní stanice zřízen výtah, který může návštěvníky vyvézt až na střechu, kde je vyhlídková plošina, odkud je možné pozorovat téměř celé město a část Saského Švýcarska.

## Galerie

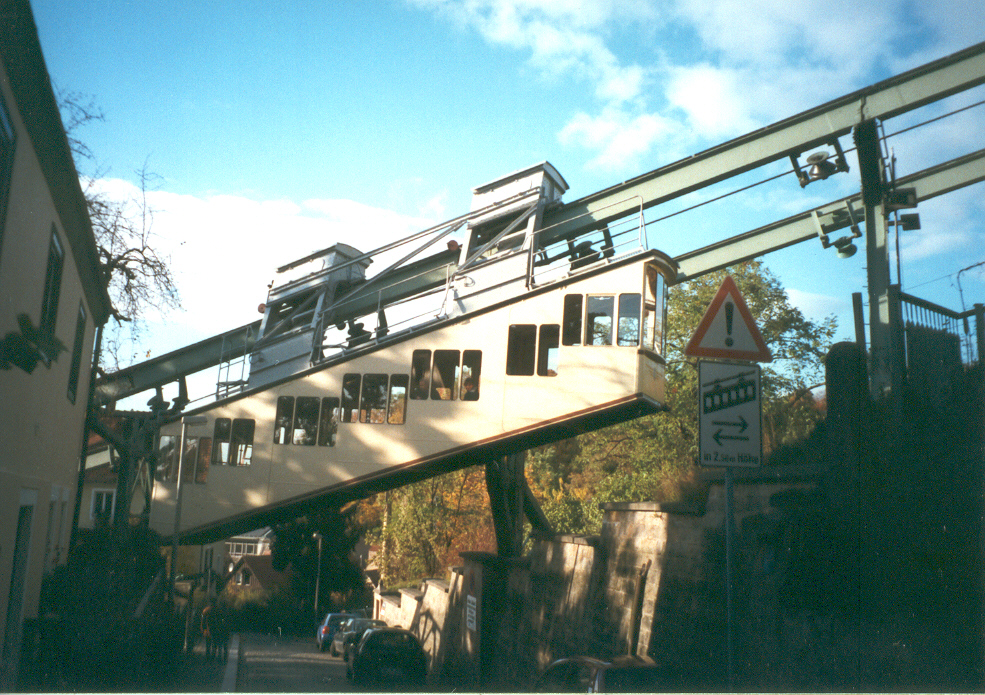
Křížení s ulicí před horní stanicí
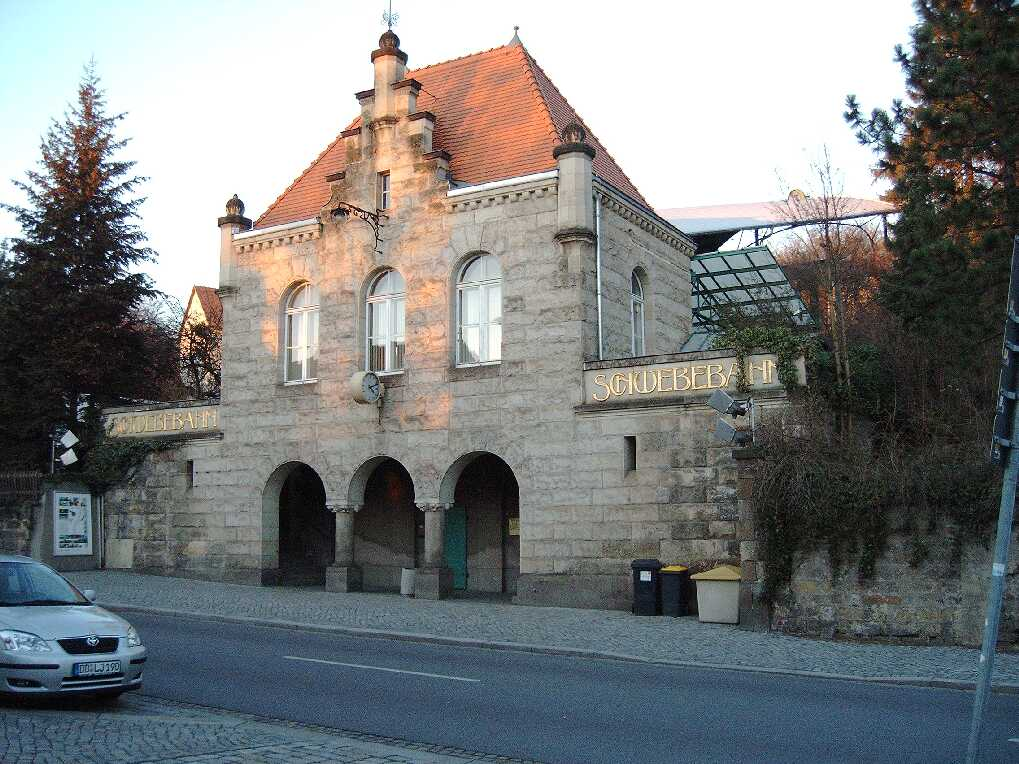
Dolní stanice
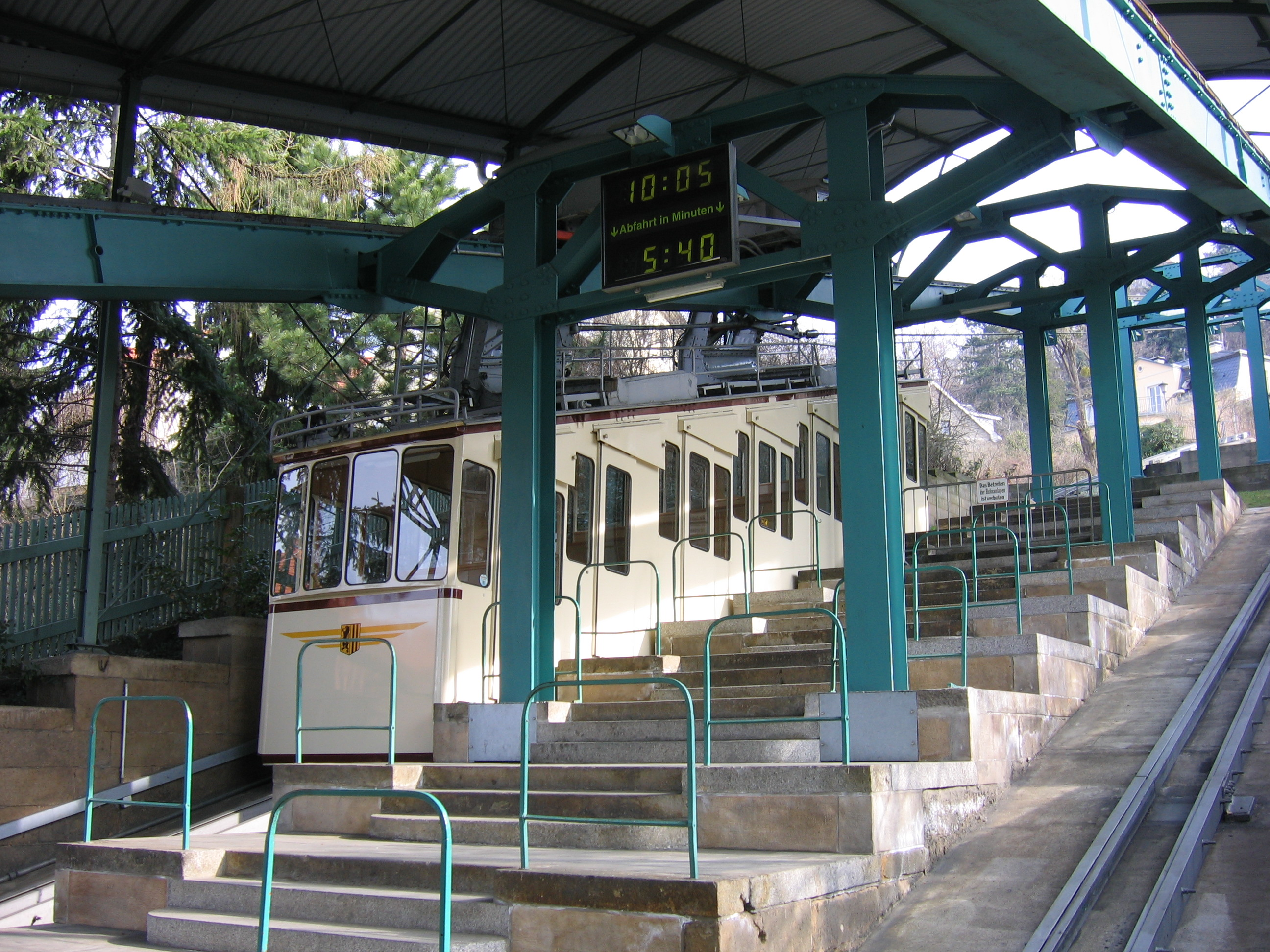
Příjezd do dolní stanice
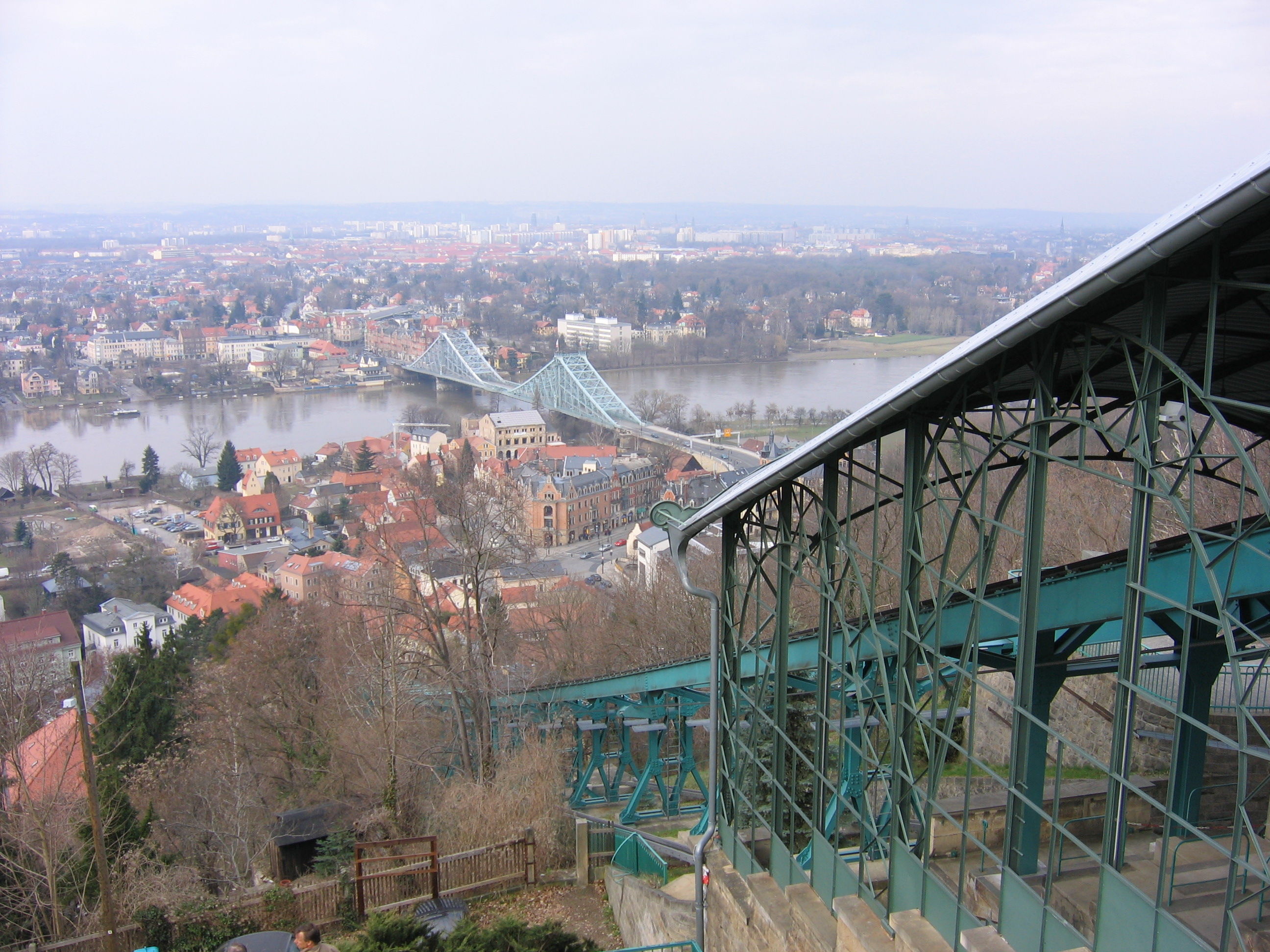
Pohled na město z horní stanice